# Macroéconomie
La macroéconomie est une discipline de l'économie qui étudie le système économique au niveau agrégé à travers les relations entre les grands agrégats économiques que sont le revenu, l'investissement, la consommation. La macroéconomie constitue l'outil essentiel d'analyse des politiques économiques des États ou des organisations internationales. Il s'agit d'expliquer les mécanismes par lesquels sont produites les richesses à travers le cycle de la production, de la consommation, et de la répartition des revenus au niveau national ou international.

## Définition
La macroéconomie est une branche de la science économique. Elle se consacre à l'étude des grandes variables économiques nationales ou internationales, et aux relations entre ces variables. Elle repose sur une approche globale, quoiqu'elle puisse se fonder sur des comportements microéconomiques.
Parce qu'elle fonctionne par la comparaison d'agrégats, la macroéconomie est avant-tout une représentation hiérarchisée de l'économie, articulée entre ses agents, via des flux. Elle cherche à expliciter ces relations et à prédire leur évolution face à une modification de certaines variables. La macroéconomie permet par exemple d'estimer la réaction d'un système économique possédant telles caractéristiques face à un choc pétrolier, ou à une politique économique particulière.
Contrairement à la microéconomie, qui favorise les raisonnements en équilibre partiel, la macroéconomie se place toujours dans une perspective d'équilibre général, ce qui l'amène à accorder plus d'attention au bouclage des modèles et à la dynamique de création et de maintien d'institutions essentielles, comme les marchés, la monnaie.
La macroéconomie a évolué à travers le temps pour devenir plus précise et plus sûre. Ses origines se trouvent dans les premiers travaux économiques du XVIIIe siècle (voir Histoire de la pensée économique), mais elle prend véritablement forme grâce aux travaux de John Maynard Keynes. Sa théorie, le keynésianisme, se fonde sur ce qui fut appelée la macroéconomie keynésienne, qui est l'interprétation keynésienne de la macroéconomie. Elle crée des outils de base de la macroéconomie (le modèle IS/LM, la courbe de Phillips, etc.).
La macroéconomie n'est aujourd'hui plus rattachée à une quelconque école de pensée. Elle a évolué vers la construction de modèles économiques complexes, incluant à la fois des relations supposées entre variables et des relations comptables servant à définir les agrégats. Très utilisés pour analyser et prévoir les résultats des politiques économiques, ces vastes modèles qualifiés, le plus souvent, d'économétriques (les plus frustes comportent une dizaine d'équations, les plus complexes dépassent les 1 500) sont à l'heure actuelle employés par la plupart des gouvernements, institutions statistiques (comme l'INSEE), organisations internationales (OCDE) et certains acteurs privés voulant disposer de leurs propres prévisions quant à la conjoncture.

## Histoire

### De l'Antiquité à Keynes
Les penseurs de la Grèce antique, tels que Platon, Aristote et Xénophon, avancent des idées économiques. Celles-ci sont toutefois souvent liées à la gestion de la maisonnée, et l'économie désigne l'art de bien administrer sa maison. La microéconomie primitive naît ainsi avant la macroéconomie. Certains auteurs font toutefois remarquer que, chez Platon notamment, la place de l'économie de la cité est parfois pensée dans le cadre des relations géopolitiques,. Il y aurait donc des bribes de pensée macro chez les Grecs.
Au XVIIe siècle, des premières réflexions sur la monnaie et l'économie agricole émergent. Les pensées développées sont assez primitives, et il faut attendre le XVIIIe siècle, avec son courant physiocrate, pour qu'un premier système macroéconomique soit ébauché. Cette représentation se trouve dans l'ouvrage de François Quesnay appelé le Tableau économique. Quesnay, médecin de la famille royale, cherchait à représenter l'économie sur les bases de la circulation du sang, comme un système cohérent et dynamique,. Certains auteurs rechignent toutefois à utiliser le terme de macroéconomie pour désigner la pensée de Quesnay, et préfèrent celui de circuit économique.
Les Classiques pensent à la fois le niveau micro et le niveau macro. Adam Smith étudie les questions de répartition des richesses et de fonctionnement global de l'économie, tandis que David Ricardo marque l'histoire de la théorie du commerce international. Ils posent donc les jalons de la macroéconomie, conceptualisant le marché et sa concurrence, et mobilisant une loi générale (la loi des débouchés élaborée par Jean Baptiste de Say) qui explique l'économie comme un système. Ils ont toutefois également une pensée micro, car ils réfléchissent à la théorie de la valeur. La pensée des Classiques va jusqu'à créer des relations entre la micro et la macroéconomie. Adam Smith considère, ainsi, que la satisfaction des intérêts particuliers (niveau micro) permet la réalisation de l'intérêt général (niveau macro).
Karl Marx propose à son tour une représentation schématique de l'économie industrielle de son époque. Il conceptualise le cycle monnaie-marchandise-monnaie et la baisse tendancielle du taux de profit. Il raisonne en classes sociales, comme ses prédécesseurs, quoiqu'il les redéfinisse. S'attachant à traiter d'agrégats afin de ne pas se perdre dans l'individualité, il adopte une approche macro à l'économie. Il est à ce titre cité dans les manuels de macroéconomie de référence comme un précurseur.
Parallèlement, les fondateurs de l'école néoclassique ont utilisé la théorie marginaliste, pour agréger les comportements des agents économiques, c'est-à-dire les consommateurs et les producteurs. Cette microéconomie agrégée, approche souvent à la base de certaines théories macroéconomiques, est à la base de la théorie de l'équilibre général de Léon Walras, et complété par Kenneth Arrow et Gérard Debreu. Cette vision de l'économie ne peut toutefois pas se confondre avec la macroéconomie, étant donné qu'elle ne se base que sur des comportements individuels, et n'analyse pas l'économie dans son ensemble.

### De Keynes à la synthèse néoclassique
La distinction systématique entre la microéconomie et la macroéconomie n'émerge vraiment qu'au cours des années 1930. Les travaux de John Maynard Keynes, dont notamment la Théorie générale de l'emploi, de l'intérêt et de la monnaie de 1936, indiquent un intérêt renouvelé pour l'étude agrégée des grandes variables, détachées des questionnements propres à l'économie du niveau micro. Il est question pour cette macroéconomie d'étudier les grandes variables économiques agrégées afin de fournir aux décideurs les clefs de compréhension du monde et des moyens d'action.
Keynes écrit ainsi, en 1939, dans la préface à l'édition française de la Théorie générale : « J'ai appelé ma théorie une théorie générale. Par là, j'ai voulu signifier que j'étais principalement intéressé par le comportement du système économique dans son ensemble, avec des revenus globaux, des profits globaux, un produit global, un emploi global, un investissement global, une épargne globale, plutôt qu'avec des revenus, des profits, un produit, l'emploi, l'investissement d'industries, d'entreprise set d'individu particuliers. » Il continue : « je soutiens que l'on a commis d'importantes erreurs en étendant au système dans son ensemble ce qui a été établi correctement pour une de ses parties prise isolément. »
L'après-guerre voit l'extension du keynésianisme et sa mise à jour. Repris aux États-Unis, la synthèse néoclassique, macroéconomique, forme le socle des politiques économiques occidentales des Trente Glorieuses. Le monde académique accepte la séparation nette entre microéconomie et macroéconomie. La microéconomie se spécialise alors sur les problèmes d'allocation des ressources par le moyen des prix relatifs (prix d'un produit, ou de plusieurs produits, exprimé par un ou plusieurs autres produits), alors que la macroéconomie étudie la production globale et le niveau des prix.

### De la synthèse néoclassique à aujourd'hui
Les échecs de la synthèse néoclassique à prévoir et à enrayer la stagflation (hausse des prix et baisse de la croissance) conduit, au XXe siècle, à l'émergence de nouvelles écoles de pensée qui rénovent les théories macroéconomiques dominantes. Le monétarisme, la nouvelle économie classique et la nouvelle économie keynésienne font partie de ces mouvements de pensée.
Robert E. Lucas de la nouvelle économie classique critique la macroéconomie pour son manque de fondements microéconomiques. Cette critique dite de Lucas souligne que la synthèse néoclassique a formé un cadre macroéconomique qui a trop gommé la microéconomie, c'est-à-dire l'étude de la réaction des agents. En effet, l'école de la synthèse les considère généralement comme passifs et incapables d'anticiper les effets des politiques économiques.
Parallèlement, les progrès réalisés par le monde académique permet la construction de modèles de plus en plus complexes et élaborés. Rendue possible par l'augmentation des capacités de calcul des ordinateurs ainsi que la généralisation des techniques d'optimisation dynamique, l'explosion des données économiques permettent à la macroéconométrie d'affiner ses capacités prédictives. La critique de Lucas mène aussi à la création de la microéconométrie.
Au début du XXIe siècle, des économistes cherchent à dépasser la distinction entre microéconomie et macroéconomie. La plupart des modèles macroéconomiques actuels font l'hypothèse qu'ils ne constituent qu'une simplification de la réalité, dont ils étudient un aspect particulier, comme l'effet de l'innovation sur la croissance, ou des structures monétaires sur l'investissement. De ce fait, ils mélangent relations macroéconomiques et extensions au niveau macroéconomique de relations microéconomiques pour autant que ces extensions soient compatibles avec les faits stylisés qu'on cherche à analyser.

## Concepts

### Croissance
La croissance désigne l'augmentation de la richesse produite dans un système économique. Ses causes sont l'un des sujets majeurs de la macroéconomie, qui a proposé différents modèles explicatifs. Le premier grand modèle fut le modèle de la croissance exogène. Il a été dépassé par les modèles de la croissance endogène. Au niveau de ces derniers, le prix Nobel d'économie, l'américain Paul Romer a apporté des contributions majeures.

### Demande et consommation
La consommation est l'une des variables majeures étudiées en macroéconomie. Elle est l'une des composantes de la croissance. Elle peut être issue des ménages, des entreprises ou de la puissance publique. La consommation peut être issue de l'extérieur, auquel cas il s'agira d'exportations. En cas d'un manque d'autosuffisance, la consommation peut s'adresser au reste du monde et correspond à des importations.

### Stock et flux
La macroéconomie s'intéresse aux stocks et aux flux. Le stock est une quantité à un moment donnée. Le flux est exprimé en unité de temps (par exemple, sur un an). La dette est un stock constitué de l'ensemble des flux de déficits.

### Équilibre et déséquilibre
La macroéconomie étudie les grands déséquilibres internationaux. Les déficits commerciaux, les déficits budgétaires, les situations de déséquilibres sur les différents marchés internationaux.